# Тапурла
Та́пурла (эст. Tapurla), на местном наречии Tappurla ~ Tappulla ~ Taburla, редко Taberla — деревня в волости Куусалу уезда Харьюмаа, Эстония.   

## География и описание
Расположена на полуострове Юминда, к юго-востоку от которого находится залив Тапурлахт, к северо-западу — залив Наскали (в 1690 году упоминается как Nasgalli). Расстояние до Таллина — около 54 километров по шоссе, до волостного центра — посёлка Куусалу — около 19 километров. Высота над уровнем моря — 30 метров. В деревне находится порт Тапурла.
Климат умеренный. Официальный язык — эстонский. Почтовый индекс — 74614.

## Население
По данным переписи населения 2021 года, в Тапурлатакже насчитывалось 28 жителей, из них 27 (96,4 %) — эстонцы.
По данным переписи населения 2011 года, в деревне проживали 28 человек, из них 27 (96,4 %) — эстонцы.
Численность населения деревни Тапурла по данным переписей населения:
| Год  | 1959 | 1970 | 1979 | 1989 | 2000 | 2011 | 2021 |
| ---- | ---- | ---- | ---- | ---- | ---- | ---- | ---- |
| Чел. | 64   | ↘ 63 | ↘ 41 | ↘ 30 | ↗ 35 | ↘ 28 | → 28 |

## История

Май Лютайя (Mai Liutaia), рунопевица, плетёт рыболовные сети. Фото сделано в 1912 году в Тапурла во время фольклорной экспедиции Армаса Вяйсянена

В письменных источниках 1537 года упоминается Tapper, 1586 года — Tabba, 1637 года — Tubberla, 1732 года — Taberla, 1798 года — Tapparla.
На военно-топографических картах Российской империи (1846–1863 годы), в состав которой входила Эстляндская губерния, обозначена деревня Тапурла.
В конце XVI — начале XX веков деревня принадлежала мызе Кольк (Колга).
Согласно народным преданиям, после Северной войны все жители деревни умерли, и на эту землю прибыли три человека из Финляндии, имена которых до нынешней поры носят местные хутора.

## Происхождение топонима
Деревня, по всей вероятности, получила своё название по природному топониму — заливу Тапурлахт, на берегу которого она находится. Залив, в свою очередь, по мнению эстонского историка Энна Тарвеля, получил название от личного имени (Tappe, Tappete, Tapara, Tapari  и др.).

## Комментарии
1. ↑  Эстонские топонимы, оканчивающиеся на -а, в русском языке не склоняются[9], а род получают по родовому слову, например, деревне присваивается женский род, хотя в эстонском языке нет категории рода.